# Стецова (ґміна)
Гміна Стецова — колишня (1934–1939 рр.) сільська ґміна Снятинського повіту Станіславського воєводства Польщі Центром ґміни було село Стецева.
1 серпня 1934 року в Снятинському повіті Станіславівського воєводства було створено ґміну Залуче з центром в с. Стецева. В склад ґміни входили такі сільські громади: Подвисоке, Поточек, Русув, Стецова.
У 1934 р. територія ґміни становила 81,49 км². Населення ґміни станом на 1931 рік становило 8 683 особи. Налічувалось 2 011 житлових будинків.
Ґміна ліквідована в 1940 р. у зв’язку з утворенням Снятинського району.